# マグヌス塩
マグヌス塩（マグヌスえん、英: Magnus' green salt）は、化学式が [Pt(NH3)4][PtCl4] と表される白金の化合物である。一次元構造をとるために、材料化学や固体物理学において興味深い化合物である。[PtCl4]2− アニオンと [Pt(NH3)4]2+ カチオンの線形鎖からなり、白金原子同士は3.25 Å離れている。これは半導体で、[PtCl4]2− を含む水溶液と [Pt(NH3)4]2+ を含む水溶液を混ぜることによって、深緑色の沈殿として得られる。

## 歴史
この塩は、1830年代前半にハインリヒ・グスタフ・マグヌス (Heinrich Gustav Magnus) によって発見された。これは、アンモニアの金属錯体の最初の例の1つであった。アンモニアの錯体は、現在は非常に一般的である。これらは後のアルフレート・ヴェルナーの発見の基礎であった。マグヌス塩は cis-PtCl2(NH3)2（ペイロン塩）や trans-PtCl2(NH3)2 と同じ実験式をもつ。これらの化合物は分子性だが、マグヌス塩はポリマーである。

## 誘導体
近年、アンモニアをエチルヘキシルアミンと置き換えることで、可溶性のポリマーが発見された。